# Matheson Glacier
Matheson Glacier är en glaciär i Antarktis. Den ligger i Västantarktis. Argentina, Chile och Storbritannien gör anspråk på området. Matheson Glacier ligger 384 meter över havet.
Terrängen runt Matheson Glacier är huvudsakligen kuperad, men norrut är den bergig. Terrängen runt Matheson Glacier sluttar österut. Trakten är obefolkad. Det finns inga samhällen i närheten.